# Saints Row
A Saints Row egy nyílt világú akció-kalandjáték, amit a Volition fejleszt és a Deep Silver jelentet meg. A játéksorozat korábbi kiadója a THQ volt, de a cég csődje után a játék jogait a Koch Mediához tartozó Deep Silver vásárolta meg a THQ Volition nevű leányvállalatával együtt. A sorozat első része, a Saints Row 2006. augusztus 29-én jelent meg.

## A játékok menete
A sorozat egy Open world stílusú videójáték, amelyekben barangolhatunk a városban, és egyéb bűncselekményeket csinálhatunk. Az első, második, illetve a harmadik részben mi tagja vagyunk egy bandának, a Third Street Saintsnek. Színük lila. A főszereplőnket mi magunk tervezhetjük. Beállíthatjuk a kinézetét, ruházatát, származását, hangját, beszólását, nemét és a bőrszínét is. Az első és a második részében egy kitalált városban, Stilwaterben vagyunk, míg a harmadik résztől kezdve már Steelportban vagyunk.

## Játékok
| Cím                   | Megjelenés | Platform(ok)                                                  | Kiadó       | Fejlesztő |
| --------------------- | --- | ------------------------------------------------------------- | ----------- | --------- |
| Saints Row            | - US 2006. augusztus 29. - EU 2006. szeptember 1. | Xbox 360                                                      | THQ         | Volition  |
| Saints Row 2          | X360, PS3- US 2008. október 14. - EU 2008. október 17. Windows- US 2009. január 5. - EU 2009. január 23. Linux- WW 2016. április 15.                  | Windows, Linux, Xbox 360, PS3                                 | THQ         | Volition  |
| Saints Row: The Third | X360, PS3, Windows- US 2011. november 15. - EU 2011. november 18. Linux- WW 2016. április 15.                                                         | Windows, Linux, Xbox 360, PS3                                 | THQ         | Volition  |
| Saints Row IV         | X360, PS3, Windows- US 2013. augusztus 20. - EU 2013. augusztus 23. XONE, PS4- US 2015. január 20. - EU 2015. január 23. Linux- WW 2015. december 21. | Windows, Linux, Xbox 360, PS3, Xbox One, PS4, Nintendo Switch | Deep Silver | Volition  |

### Saints Row (2006)
A Volition 2003-ban kezdte meg a Saints Row fejlesztését, ekkor még Bling Bling címen szánták kiadni PlayStation 2-re. A játék megjelenését 2005-ben jelentették be az Xbox 360-ra. A megjelenésekor még nem volt nyílt világú sandbox stílusú játék a konzolon, ezért nagy érdeklődés övezte a játékot. A történet szerint a főszereplő (akit mi magunk csinálunk meg) csatlakozik a Third Street Saints bandához, és meg kell állítania a Vice Kings, A Los Carnales, illetve a Rollerz bandát.

### Saints Row 2 (2008)
A 2. részben a főszereplő egy kómából ébred fel egy Kórházban. A börtöntársával együtt megszöknek a börtönből, majd újból megpróbálják visszafoglalni a várost, viszont új bandákkal kell szembe nézniük. Köztük a Brotherhood bandával, a Sons of Samedivel, illetve a Roninnal.

### Saints Row: The Third (2011)
A Third Street Saints banda már mindent elért, amit szerettek volna, ezért inkább celebek akarnak lenni. Elkezdenek saját Third Street Saints termékeket csinálni, ruhaboltot, plakátokat, és még sok mást. Készülőben van egy Gangstas in Space („Gengszterek az űrben”) című film elkészítése, ezért ki akarnak rabolni egy bankot, hogy meg tudják csinálni a filmet. A bankrablás kudarcba fullad, ráadásul a Morning Star nevű banda tulajdonában állt a bank. A Morning Star tagjai más bandákkal, a Luchadores-szal, és a Deckers-szel szövetségre lépve együtt alkotják a Syndicate bűnszövetséget. A Third Street Saints tagjainak fel kell venniük a harcot a Syndicate-tel, hogy elkészülhessen a film. A főszereplő egy idegen városban, Steelportban köt ki Shaundi és Pierce társaságában, ahol kiderül, hogy időközben a Syndicate kifosztotta a Saints bankszámláját. Tőke és befolyás nélkül, a Syndicate és más kisebb, helyi bandák által uralt városban kell a nulláról kiépíteniük új felségterületüket ingatlanok és üzletek felvásárlásával, vetélytárs bandák területeinek elhódításával és különféle tevékenységek (kábítószer-kereskedelem, kerítés, biztosítási csalás, műsorszereplés stb.) véghezvitelével.

### Saints Row IV (2013)
A Főszereplőnk immáron már az Amerikai Egyesült Államok elnöke. 5 évvel később az idegenek megtámadják a földet, és az embereket egy virtuális szimulációba zárja őket. A főszereplőnek már szuper képessége is van, amit arra használ fel, hogy a barátaival bosszút álljanak az idegeneken.